# Parco nazionale Bernardo O'Higgins
Il parco nazionale Bernardo O'Higgins (es) è il parco protetto più grande del Cile, con una superficie di 3 525 901 ha (8 712 691 acri), situato nelle regioni di Aysén del Generale Carlos Ibáñez del Campo e Magellano e dell'Antartide Cilena. La gestione di questo parco e degli altri parchi nazionali in Cile è affidata alla Corporación Nacional Forestal (CONAF). Il parco è intitolato al generale Bernardo O'Higgins, primo capo di Stato della Repubblica del Cile. parco nazionale Los Glaciares (Argentina) e parco nazionale Torres del Paine sono i vicini a est, parco nazionale Laguna San Rafael è situato a nord, la riserva nazionale Alacalufes a sud-ovest e la riserva nazionale Katalalixar a nord-ovest.

## Storia
I primi abitanti della zona furono il popolo Kaweshkar.
Nel 1830, il Capitano Phillip Parker King a bordo della HMS Beagle visitò il Fjord di Eyre.
Nel giugno 2007, è stato annunciato che tra marzo e maggio dello stesso anno tutta l'acqua di un lago glaciale situato all'interno del parco era scomparsa, lasciando un cratere profondo 30 metri. Solo alcuni blocchi di ghiaccio, precedentemente galleggianti nel lago, sono rimasti sul fondo del cratere. Nel luglio 2007, gli scienziati sono stati in grado di trarre la conclusione preliminare che la scomparsa fosse stata causata dai cambiamenti climatici.
Nel 2014, sono stati creati i siti naturali sito naturale della Cordigliera del Chaltén e ghiacciaio Pio XI come suddivisioni del parco naturale.

## Geografia
Il parco si trova tra i 48° e i 51° 38' di latitudine sud (tra il Canale Baker e la parte settentrionale del Fjord delle Montagne). L'area centrale orientale del parco è oggetto di una disputa territoriale tra Cile e Argentina. La vetta più alta è il vulcano Lautaro con un'altezza di 3 607 m (11 834 ft). Altre vette includono il Monte Fitz Roy, il Circo de los Altares, il Cerro Torre e il Cerro Riso Patrón. Le altitudini sono più basse nella parte meridionale del parco, ma il paesaggio è comunque spettacolare. Il punto culminante di questa zona è il Monte Balmaceda a 2 035 m (6 677 ft), abbellito dai ghiacciai Balmaceda e Serrano.
Non ci sono fiumi importanti sulla costa del parco, ma i fjord stretti penetrano profondamente nelle montagne e drenano le acque delle loro vette ghiacciate.

## Geologia

### Ghiacciai

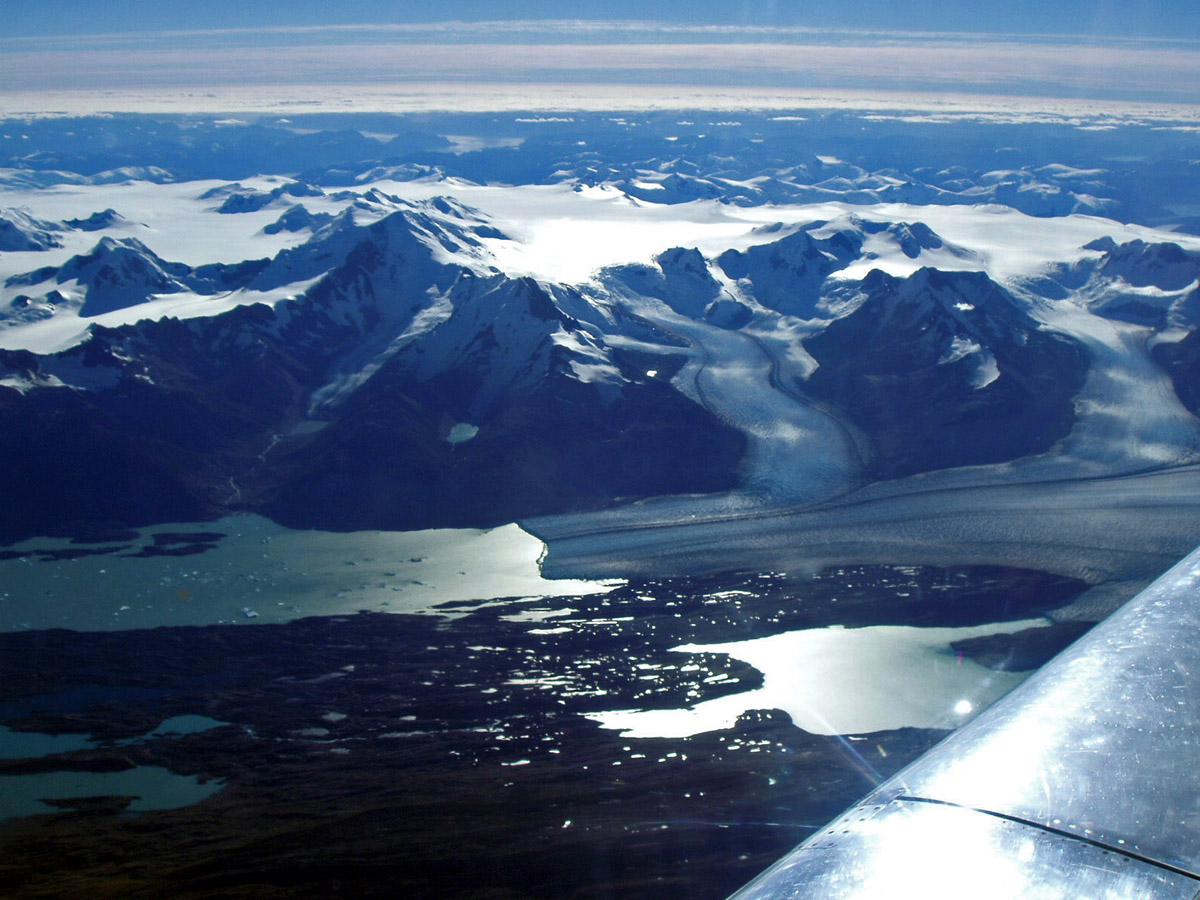
Confine Argentina/Cile

Il parco comprende gran parte del Campo di Ghiaccio Patagonico Meridionale. Una delle principali attrazioni è il Ghiacciaio Pío XI, dal quale periodicamente si staccano enormi blocchi di ghiaccio. Il ghiacciaio Pío XI è il più grande ghiacciaio dell'emisfero meridionale al di fuori dell'Antartide, coprendo una superficie di 1 265 km² (488 mi²), e si è avanzato negli ultimi 50 anni di oltre 10 km (6 mi); una delle sue lingue misura circa 6 km (4 mi). La faccia di ghiaccio del ghiacciaio è alta circa 75 m (246 ft) (circa 30 piani di un edificio convenzionale) e il ghiaccio che cade genera onde superiori a 10 m (33 ft) di altezza, sufficienti a scuotere le imbarcazioni più grandi. Altri ghiacciai di sbocco sono il Chico, il O'Higgins, il Jorge Montt, il Bernardo, il Témpano, il Occidentale, il Greve, il Penguin e il Amalia.

## Siti naturali interni
Il 27 febbraio 2014, la Corporación Nacional Forestal del Cile ha creato il Sito naturale della Cordigliera del Chaltén con la Risoluzione n. 74, che copre il lato cileno del Monte Fitz Roy e la catena montuosa circostante. Lo stesso decreto ha creato il Sito Naturale Ghiacciaio Pío XI.
| Immagine | Nome                                        | Anno | Regione/i                    | Provincia/e                   | Superficie (Ha) |
| -------- | ------------------------------------------- | ---- | ---------------------------- | ----------------------------- | --------------- |
|          | Sito naturale della Cordigliera del Chaltén | 2014 | Magellano e Antartide Cilena | Provincia di Última Esperanza | 768             |
|          | Sito naturale ghiacciaio Pio XI             | 2014 | Magellano e Antartide Cilena | Provincia di Última Esperanza |                 |

## Biologia
L'area del parco corrisponde all'ecoregione delle foreste subpolari magellaniche.
Le foreste sono composte da diverse specie di alberi, tra cui Nothofagus betuloides, Nothofagus pumilio, Nothofagus antarctica e Drimys winteri.
Il parco è uno degli ultimi rifugi del huemul cileno. In esso si trovano anche specie come il condor andino, la lontra felina e il cormorano.

## Turismo
A causa della sua geografia accidentata e della remota posizione, il turismo nel parco è poco sviluppato. È accessibile solo in barca o elicottero. I ghiacciai situati all'ingresso del Canale Última Esperanza e il ghiacciaio Pío XI sono le aree più visitate del parco. I principali punti di accesso per i visitatori sono Puerto Natales, Villa O'Higgins, Caleta Tortel e Puerto Edén. Il kayak da mare è una delle attività più popolari nel parco.